# Johannes Evangelist Hofer
Johann Evangelist Hofer OSB (* 31. Dezember 1757 in Salzburg; † 24. Februar 1817 ebenda) war ein österreichischer Mönch, Bibelwissenschaftler und Rektor der Universität Salzburg. Er gehörte zum Stift St. Peter.

## Leben und Werk
Nach dem Schulbesuch in seiner Geburtsstadt Salzburg wurde er 1777 als Novize des Stiftes St. Peter eingekleidet und studierte in der Folge an der Benediktineruniversität Salzburg. Er wurde 1780 zum Priester geweiht und 1789 zum Doktor der Theologie promoviert. Es folgte eine dreijährige Bildungsreise in der Begleitung seines Mitbruders Pater Corbinian Gärtner, mit Studienaufenthalten in Würzburg, Gießen und Göttingen. Nach seiner Rückkehr wurde er zunächst Pfarrer und Hofmeister zu Dornbach bei Wien. 
Hofer erhielt einen Ruf an die Salzburger Hochschule, um Bibelwissenschaft und orientalische Sprachen zu lesen. 1793 erhielt er die akademische Würde eines Prokanzlers und wurde 1802 Rektor.

## Veröffentlichungen (Auswahl)
- Ueber den Umfang der orientalisch-biblischen Literatur (Salzburg 1789, 8°).
- De Kantiana interpretationis lege (Salzburg 1800, 8°).
- Erasmi Roterodami paraphrasis in S. Pauli epistolas ad Galatas et Collossenses (Salzburg 1796, 8°).
- Erneuerte vaterländische Blätter für den österreichischen Kaiserstaat (Wien, 4°).